# Rekordy igrzysk Wspólnoty Narodów w lekkoatletyce
Rekordy igrzysk Wspólnoty Narodów w lekkoatletyce – najlepsze rezultaty uzyskane podczas zawodów lekkoatletycznych w czasie igrzysk Wspólnoty Narodów.

## Mężczyźni
| Konkurencja                   | Rezultat  | Zawodnik                                                                       | Miejsce uzyskania | Data             |
| ----------------------------- | --------- | ------------------------------------------------------------------------------ | ----------------- | ---------------- |
| bieg na 100 m                 | 9,88      | Ato Boldon                                                                     | Kuala Lumpur      | 17 września 1998 |
| bieg na 200 m                 | 19,80     | Jereem Richards                                                                | Birmingham        | 6 sierpnia 2022  |
| bieg na 400 m                 | 44,24     | Kirani James                                                                   | Glasgow           | 30 lipca 2014    |
| bieg na 800 m                 | 1:43,22   | Steve Cram                                                                     | Edynburg          | 31 lipca 1986    |
| bieg na 1500 m                | 3:30,12   | Oliver Hoare                                                                   | Birmingham        | 6 sierpnia 2022  |
| bieg na 5000 m                | 12:56,41  | Augustine Choge                                                                | Melbourne         | 20 marca 2006    |
| bieg na 10 000 m              | 27:09,19  | Jacob Kiplimo                                                                  | Birmingham        | 2 sierpnia 2022  |
| Maraton                       | 2:09:12   | Ian Reginald Thompson                                                          | Christchurch      | 31 stycznia 1974 |
| bieg na 110 m przez płotki    | 13,08     | Colin Jackson                                                                  | Auckland          | 28 stycznia 1990 |
| bieg na 110 m przez płotki    | 13,08     | Colin Jackson                                                                  | Victoria          | 23 sierpnia 1994 |
| bieg na 110 m przez płotki    | 13,08     | Rasheed Broadbell                                                              | Birmingham        | 4 sierpnia 2022  |
| bieg na 400 m przez płotki    | 48,05     | Louis van Zyl                                                                  | Melbourne         | 23 marca 2006    |
| bieg na 3000 m z przeszkodami | 8:10,08   | Conseslus Kipruto                                                              | Gold Coast        | 13 kwietnia 2018 |
| sztafeta 4 × 100 m            | 37,58     | Jamajka · Usain Bolt · Kemar Bailey-Cole · Nickel Ashmeade · Jason Livermore   | Glasgow           | 2 sierpnia 2014  |
| sztafeta 4 × 400 m            | 2:59,03   | Jamajka · Michael McDonald · Roxbert Martin · Gregory Haughton · Davian Clarke | Kuala Lumpur      | 21 września 1998 |
| chód na 20 kilometrów         | 1:19:34   | Dane Bird-Smith                                                                | Gold Coast        | 8 kwietnia 2018  |
| chód na 50 kilometrów         | 3:42:53   | Nathan Deakes                                                                  | Melbourne         | 24 marca 2006    |
| skok wzwyż                    | 2,36      | Clarence Saunders                                                              | Auckland          | 1 lutego 1990    |
| skok o tyczce                 | 5,80      | Steve Hooker                                                                   | Melbourne         | 24 marca 2006    |
| skok w dal                    | 8,41      | Luvo Manyonga                                                                  | Gold Coast        | 11 kwietnia 2018 |
| trójskok                      | 17,86     | Jonathan Edwards                                                               | Manchester        | 28 lipca 2002    |
| pchnięcie kulą                | 22,45     | Tomas Walsh                                                                    | Gold Coast        | 8 kwietnia 2018  |
| rzut dyskiem                  | 68,20     | Fedrick Dacres                                                                 | Gold Coast        | 13 kwietnia 2018 |
| rzut młotem                   | 80,26     | Nick Miller                                                                    | Gold Coast        | 8 kwietnia 2018  |
| rzut oszczepem                | 90,18     | Arshad Nadeem                                                                  | Birmingham        | 7 sierpnia 2022  |
| dziesięciobój                 | 8663 pkt. | Daley Thompson                                                                 | Edynburg          | 28 lipca 1986    |

## Kobiety
| Konkurencja                   | Rezultat  | Zawodnik                                                                                      | Miejsce uzyskania | Data                |
| ----------------------------- | --------- | --------------------------------------------------------------------------------------------- | ----------------- | ------------------- |
| bieg na 100 m                 | 10,85     | Blessing Okagbare                                                                             | Glasgow           | 28 lipca 2014       |
| bieg na 200 m                 | 22,02     | Elaine Thompson                                                                               | Birmingham        | 6 sierpnia 2022     |
| bieg na 400 m                 | 49,90     | Sada Williams                                                                                 | Birmingham        | 7 sierpnia 2022     |
| bieg na 800 m                 | 1:56,68   | Caster Semenya                                                                                | Gold Coast        | 13 kwietnia 2018    |
| bieg na 1500 m                | 4:00,71   | Caster Semenya                                                                                | Gold Coast        | 10 kwietnia 2018    |
| bieg na 5000 m                | 14:31,42  | Paula Radcliffe                                                                               | Manchester        | 28 lipca 2002       |
| bieg na 10 000 m              | 30:48,60  | Eilish McColgan                                                                               | Birmingham        | 3 sierpnia 2022     |
| Maraton                       | 2:25:28   | Lisa Martin                                                                                   | Auckland          | 31 stycznia 1990    |
| bieg na 100 m przez płotki    | 12,30     | Tobi Amusan                                                                                   | Birmingham        | 7 sierpnia 2022     |
| bieg na 400 m przez płotki    | 53,82     | Jana Pittman                                                                                  | Melbourne         | 23 marca 2006       |
| bieg na 3000 m z przeszkodami | 9:15,68   | Jackline Chepkoech                                                                            | Birmingham        | 5 sierpnia 2022     |
| sztafeta 4 × 100 m            | 41,83     | Jamajka · Kerron Stewart · Veronica Campbell-Brown · Schillonie Calvert · Shelly-Ann Fraser   | Glasgow           | 2 sierpnia 2014     |
| sztafeta 4 × 400 m            | 3:23,82   | Jamajka · Stephenie Ann McPherson · Christine Day · Novlene Williams-Mills · Anastasia Le-Roy | Glasgow           | 2 sierpnia 2014     |
| chód na 20 kilometrów         | 1:32:46   | Jane Saville                                                                                  | Melbourne         | 20 marca 2006       |
| skok wzwyż                    | 1,96      | Hestrie Cloete                                                                                | Manchester        | 30 lipca 2002       |
| skok o tyczce                 | 4,75      | Alysha Newman                                                                                 | Gold Coast        | 13 kwietnia 2018    |
| skok w dal                    | 7,00      | Ese Brume                                                                                     | Birmingham        | 7 sierpnia 2022     |
| trójskok                      | 14,94     | Shanieka Ricketts                                                                             | Birmingham        | 5 sierpnia 2022     |
| pchnięcie kulą                | 20,47     | Valerie Adams                                                                                 | Nowe Delhi        | 9 października 2010 |
| rzut dyskiem                  | 68,26     | Dani Stevens                                                                                  | Gold Coast        | 12 kwietnia 2018    |
| rzut młotem                   | 71,97     | Sultana Frizell                                                                               | Glasgow           | 28 lipca 2014       |
| rzut oszczepem                | 68,92     | Kathryn Mitchell                                                                              | Gold Coast        | 11 kwietnia 2018    |
| siedmiobój                    | 6695 pkt. | Jane Flemming                                                                                 | Auckland          | 28 stycznia 1990    |